# سكايلاب 3

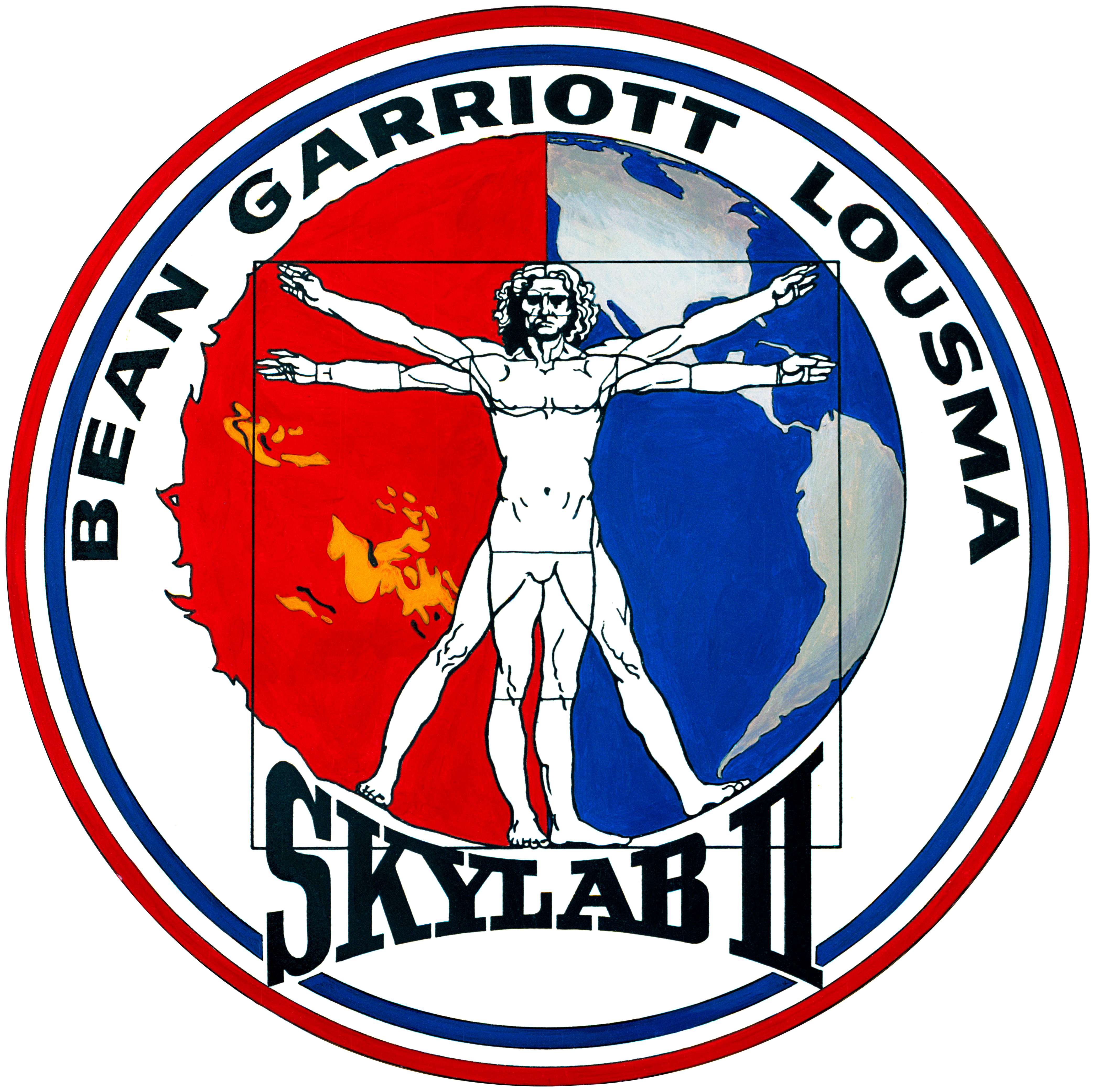

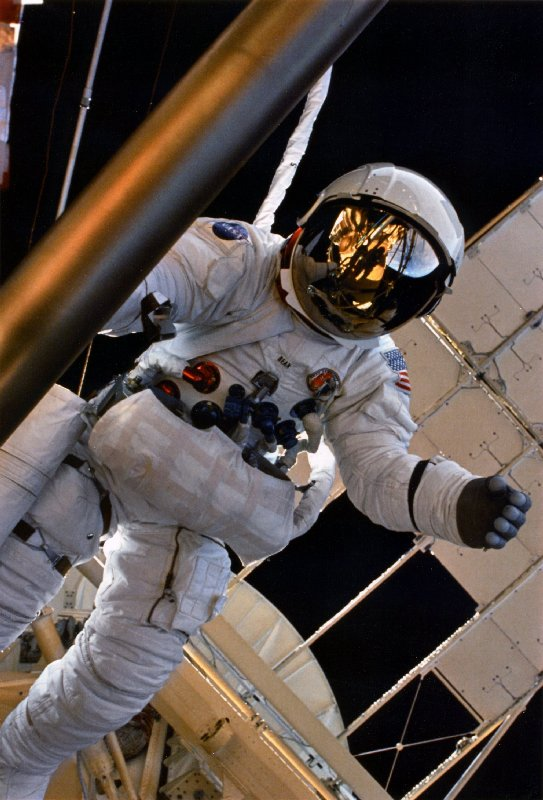
ألان بين خلال سباحته في الفضاء.

سكايلاب 3 بالإنجليزية Skylab 3 أو SL-3 هي رحاة الفضاء الثانية التي يذهب فيها رواد فضاء إلى محطة الفضاء الأمريكية المسماة سكايلاب التي تستخدم كمعمل لاجراء تجارب في حالة انعدام الجاذبية. وأقلع الصاروخ من نوع ساتورن 1ب يوم 28 يوليو 1973 حاملا ثلاثة من رواد الفضاء وأوصلهم إلى المعمل، وبقوا فيه مدة 11 ساعة و9 دقائق . وقد استخدم المعمل لمدة كاملة تصل إلى 1084 ساعة أجرى فيه العديد من رواد الفضاء مجموعة تلو الأخرى - كلهم ينتمون إلى بعثة سكايلاب 3 - البحث العلمي وبحوثا طبية ودراسة الشمس ، واستطلاع أماكن الثروات الطبيعية على الأرض .

## الإقلاع
أقلع الصاروخ حاملا رواد الفضاء يوم 28 يوليو 1973 ووصل خلال عدة دقائق إلى مدار وحول الأرض . وبعد نحو 8 ساعات وصلوا إلى المعمل الفضائي سكايلاب الذي كان خاليا من الرواد لمدة تربو على الشهر .
وخلال الأيام الأولى في الفضاء عانى الثلاثة رواد من الدوخة الفضائية حيث تنعدم الجاذبية . وكان ذلك غريبا حيث لم يظهر على أحد منهم أي علامات على عدم تحمله غياب الجاذبية خلال الفحوص التي أجريت عليهم قبل الرحيل . وقد تعطل برنامج الاختبارات الموضوع لاجرائه في الفضاء لمدة يوم ولكن تمكن رواد الفضاء بعد ذلك من تعويض ما فاتهم بعد أن استعادوا توازنهم .
وفي يوم 2 أغسطس بدرت صعوبة في تشغيل نفاثات التوجيه لمركبة الفضاء أبولو . وحدث أن تعطل أحد تلك النفاثات في يوم الإقلاع من مجموع 4 منها، أما الآن فقد ابتليت نفاثة أخرى بتسريب . وكان من المفروض أن يستطيعون العودة بنفاثتين سليمتين، ولكن جرت الاستعدادات بمركز كينيدي للفضاء لاجراء عملية انقاذ، وكان الخبراء مستعدون على الأرض بخطة جاهزة لتنفيذ الإنقاذ .

## اقرأ أيضا
- أبولو 8
- أبولو 10
- أبولو 11
- نيل أرمسترونج
- قائمة بعثات أبولو